# Marie Rémond
Pour les articles homonymes, voir Rémond.
Marie Rémond est une actrice et metteuse en scène française. Elle a reçu en 2015 le Molière de la révélation théâtrale.

## Biographie
Marie Rémond a suivi la classe libre du Cours Florent puis s'est formée au Théâtre National de Strasbourg de 2004 à 2007, dans la section Jeu, Groupe 36. Elle est par ailleurs détentrice d'un Deug de lettres modernes à Paris X. 
Avec Clément Bresson et Sébastien Pouderoux, elle crée deux pièces de théâtre : André, à partir de l'autobiographie Open du tennisman André Agassi en 2011 ,, puis Vers Wanda, un spectacle autour de l'actrice et réalisatrice Barbara Loden, inspiré du roman Supplément à la vie de Barbara Loden de Nathalie Léger en 2013,.
En 2015, elle adapte et met en scène en compagnie de Sébastien Pouderoux Comme une pierre qui... de Greil Marcus au Théâtre Studio de la Comédie Française, consacré à l'enregistrement du tube de Bob Dylan, Like a Rolling Stone,.
Parallèlement à sa carrière de metteuse en scène, elle joue également au cinéma et au théâtre. En 2015, elle reçoit le Molière de la révélation féminine pour son rôle-titre dans la pièce Yvonne, Princesse de Bourgogne, mise en scène par Jacques Vincey. Elle est ainsi la première ancienne élève du TNS à remporter un Molière depuis Alice Laloy en 2009, qui avait reçu le Molière du spectacle jeune public pour 86 cm,. En 2017, elle interprète également le rôle de Catherine dans Soudain l'été dernier de Tennessee Williams mis en scène par Stéphane Braunschweig au Théâtre de l'Odéon,,.
En 2019, Marie Rémond crée Le voyage de G. Mastorna à la Comédie française, d'après le film non réalisé de Federico Fellini. La même année, elle met en scène Cataract Valley à l'Odéon, adapté avec Thomas Quillardet d'une nouvelle de Jane Bowles .

## Théâtre

### Metteuse en scène
- 2003 : Dramuscules : Un mort, Le mois de Marie, Match de Thomas Bernhard.
- 2011 : André, création collective Marie Rémond, Sébastien Pouderoux et Clément Bresson
- 2013 : Vers Wanda, création collective Marie Rémond, Sébastien Pouderoux et Clément Bresson
- 2015 : Comme une pierre qui... d'après Greil Marcus, Théâtre Studio de la Comédie Française
- 2019 : Le Voyage de G. Mastorna d’après Federico Fellini, Théâtre du Vieux-Colombier
- 2019 : Cataract Valley, d'après Jane Bowles au Théâtre de l'Odéon

### Comédienne
- 1999 : Le long Voyage du Pingouin de Jean-Gabriel Nordmann, mise en scène de Marie-Isabelle Hecq.
- 2001 : Les Règles du Savoir-vivre dans la Société moderne de Jean-Luc Lagarce, mise en scène de Marie Rémond (Spectacle primé Paris Jeunes Talents).
- 2002 : Têtes farçues de Eugène Durif, mise en scène Christian Besson.
- 2002 : Par les Villages de Peter Handke, mise en scène Marion Lécrivain.
- 2003 : Dramuscules : Un mort, Le mois de Marie, Match de Thomas Bernhard, mise en scène Marie Rémond.
- 2008 : Salinger, de Koltes. Mise en scène Erika Von Rosen
- 2009 : Et Pourtant ce silence ne pouvait être vide, de Jean Magnan. Mise en scène Michel Cerda
- 2010 : L'affaire de la rue de Lourcine, de Eugène Labiche. Mise en scène Daniel Jeanneateau et Marie-Christine Soma
- 2011  : André, projet de Marie Rémond, création collective (Marie Rémond, Sébastien Pouderoux, Clément Bresson)
- 2013 : Vers Wanda , un projet de Marie Rémond autour de Barbara Loden. Création collective Marie Rémond, Sébsatien Pouderoux Clément Bresson
- 2014 : Yvonne, Princesse de Bourgogne de Witold Gombrowicz, mise en scène de Jacques Vincey.
- 2017 : Où les cœurs s'éprennent, adaptation de deux films d'Eric Rohmer, mise en scène de Thomas Quillardet
- 2017 : Soudain l'été dernier de Tennessee Williams, mise en scène de Stéphane Braunschweig
- 2018 : Bluebird de Simon Stephens, mise en scène Claire Devers, tournée scènes nationales, théâtre du Rond-Point
- 2023 : Un chapeau de paille d'Italie d'Eugène Labiche, mise en scène Alain Françon, théâtre de la Porte Saint-Martin